# Les Deux Messieurs de Bruxelles
Les Deux Messieurs de Bruxelles est un recueil de nouvelles de l'écrivain français Éric-Emmanuel Schmitt, paru en 2012 aux éditions Albin Michel. La deuxième nouvelle, Le Chien, a fait l'objet d'une adaptation théâtrale au Théâtre du Roseau (Festival d'Avignon), reprise au Théâtre Rive Gauche à Paris. Le livre a été traduit en quarante langues. 

## Résumé
Le recueil compte cinq nouvelles qui traitent toutes du thème des sentiments inavoués et de l'amour invisible. Le livre se termine par un Journal d’écriture,, où Eric-Emmanuel Schmitt nous fait entrer dans son atelier, commente la création, cerne son inspiration et fait apparaître les liens entre ces cinq histoires.

## Nouvelles
- Les Deux Messieurs de Bruxelles
- Le Chien
- Ménage à trois
- Un cœur sur la cendre
- L'Enfant fantôme

## Analyse
Le lien thématique du livre est l'amour, et chaque histoire recèle une « architecture secrète ».
Dans le « mini-roman ou longue nouvelle » Les deux messieurs de Bruxelles, Schmitt aborde le thème du couple et les lieux de Bruxelles sont utilisés pour mettre en lumière les différences entre les deux couples de l'histoire. Il recourt à « un style à tendance brachylogique ».

## Éditions
Édition imprimée originale
- Éric-Emmanuel Schmitt, Les Deux Messieurs de Bruxelles, Paris, éd. Albin Michel, 2 novembre 2012, 288 p., 140mm x 205mm (ISBN 978-2-253-00070-9 et 2-253-00070-1)

Édition imprimée au format de poche
- Éric-Emmanuel Schmitt, Les Deux Messieurs de Bruxelles, Paris, Librairie générale française, coll. « Le Livre de poche », 27 août 2014, 264 p., 18 cm (ISBN 978-2-253-00070-9)

Livre audio
- Éric-Emmanuel Schmitt, Les Deux Messieurs de Bruxelles, Paris, éd. Audiolib, 16 enero 2013 (ISBN 978-2-35641-568-4)[5]Texte intégral ; narrateur : Éric-Emmanuel Schmitt ; support : 1 disque compact audio MP3 ; durée : 7 h 0 min environ